# Małojułdaszewo
Małojułdaszewo (ros. Малоюлдашево) – wieś (dieriewnia) w Rosji, w obwodzie orenburskim, w rejonie krasnogwardiejskim. W 2021 liczyła 92 mieszkańców.